# Mulu-repülőbéka
A Mulu-repülőbéka (Leptomantis penanorum) a kétéltűek (Amphibia) osztályába a békák (Anura) rendjébe és az evezőbéka-félék (Rhacophoridae) családjába tartozó faj.

## Előfordulása
Borneó szigetének Malajziához tartozó részén honos, a Gunung Mulu Nemzeti Park területén él.

## Megjelenése
Hímje 35 milliméteres, színe pedig a nap folyamán élénkzöldről barnára változik. Szemének színét is képes változtatni.

## Életmódja
A fák tetején él, ezek között úszóhártyáinak segítségével rövid siklórepülésre is képes.